# Grã-Bretanha nos Jogos Olímpicos de Inverno de 1972
A Grã-Bretanha competiu nos Jogos Olímpicos de Inverno de 1972, realizados em Sapporo, Japão.